# Fußball-Weltmeisterschaft 2006/Gruppe D
Resultate der Gruppe D der Fußball-Weltmeisterschaft 2006:
| Pl. | Land     | Sp. | S | U | N | Tore    | Diff. | Punkte |
| --- | -------- | --- | - | - | - | ------- | ----- | ------ |
| 1.  | Portugal | 3   | 3 | 0 | 0 | 005:100 | +4    | 09     |
| 2.  | Mexiko   | 3   | 1 | 1 | 1 | 004:300 | +1    | 04     |
| 3.  | Angola   | 3   | 0 | 2 | 1 | 001:200 | −1    | 02     |
| 4.  | Iran     | 3   | 0 | 1 | 2 | 002:600 | −4    | 01     |

## Mexiko – Iran 3:1 (1:1)
| Mexiko                                                           | Mexiko | Iran | Iran | Aufstellung                   |
| ---------------------------------------------------------------- | --- | --- | ---- | ----------------------------- |
| Mexiko                                                           | \| Sonntag, 11. Juni 2006 um 18:00 Uhr in Nürnberg (Frankenstadion) \| \| Zuschauer: 41.000 (ausverkauft) \| \| Schiedsrichter: Roberto Rosetti ( Italien) \| \| Spielbericht \| | \| Sonntag, 11. Juni 2006 um 18:00 Uhr in Nürnberg (Frankenstadion) \| \| Zuschauer: 41.000 (ausverkauft) \| \| Schiedsrichter: Roberto Rosetti ( Italien) \| \| Spielbericht \|                                                                                              | Iran | Aufstellung Mexiko gegen Iran |
| Mexiko                                                           | Oswaldo Sánchez – Rafael Márquez , Ricardo Osorio, Carlos Salcido – Mario Méndez, Pável Pardo, Gonzalo Pineda – Gerardo Torrado (46. Luis Ernesto Pérez), Omar Bravo – Guillermo Franco (46. Zinha) – Jared Borgetti (52. Francisco Fonseca) Cheftrainer: Ricardo La Volpe ( Argentinien) | Ebrahim Mirzapour – Hossein Kaebi, Rahman Rezaei, Yahya Golmohammadi, Mohammad Nosrati (81. Arash Borhani) – Javad Nekounam, Andranik Teymourian – Mehdi Mahdavikia, Ali Karimi (63. Mehrzad Madanchi) – Ali Daei – Vahid Hashemian Cheftrainer: Branko Ivanković ( Kroatien) | Iran | Aufstellung Mexiko gegen Iran |
| Mexiko                                                           | 1:0 Bravo (28.) 2:1 Bravo (76.) 3:1 Zinha (79.) | 1:1 Golmohammadi (36.) | Iran | Aufstellung Mexiko gegen Iran |
| Mexiko                                                           | Torrado (18.), Salcido (90.+1') | Nekounam (55.) | Iran | Aufstellung Mexiko gegen Iran |
| Mexiko                                                           | Spieler des Spiels: Omar Bravo (Mexiko) | | Iran | Aufstellung Mexiko gegen Iran |
| Sonntag, 11. Juni 2006 um 18:00 Uhr in Nürnberg (Frankenstadion) | | |      |                               |
| Zuschauer: 41.000 (ausverkauft)                                  | | |      |                               |
| Schiedsrichter: Roberto Rosetti ( Italien)                       | | |      |                               |
| Spielbericht                                                     | | |      |                               |

## Angola – Portugal 0:1 (0:1)
| Angola                                                        | Angola | Portugal | Portugal | Aufstellung                       |
| ------------------------------------------------------------- | --- | --- | -------- | --------------------------------- |
| Angola                                                        | \| Sonntag, 11. Juni 2006 um 21:00 Uhr in Köln (FIFA WM-Stadion) \| \| Zuschauer: 45.000 (ausverkauft) \| \| Schiedsrichter: Jorge Larrionda ( Uruguay) \| \| Spielbericht \|           | \| Sonntag, 11. Juni 2006 um 21:00 Uhr in Köln (FIFA WM-Stadion) \| \| Zuschauer: 45.000 (ausverkauft) \| \| Schiedsrichter: Jorge Larrionda ( Uruguay) \| \| Spielbericht \|                                               | Portugal | Aufstellung Angola gegen Portugal |
| Angola                                                        | João Ricardo – Locô, Delgado, Jamba, Kali – André Macanga, Zé Kalanga (70. Édson), Figueiredo (80. Miloy), Mendonça, Mateus – Akwá (60. Mantorras) Cheftrainer: Luís Oliveira Gonçalves | Ricardo – Miguel, Fernando Meira, Ricardo Carvalho, Nuno Valente – Petit (72. Maniche), Tiago (82. Hugo Viana) – Luís Figo , Simão, Pauleta, Cristiano Ronaldo (60. Costinha) Cheftrainer: Luiz Felipe Scolari ( Brasilien) | Portugal | Aufstellung Angola gegen Portugal |
| Angola                                                        | 0:1 Pauleta (4.) | | Portugal | Aufstellung Angola gegen Portugal |
| Angola                                                        | Jamba (29.), Locô (45.+3'), Macanga (52.) | Cristiano Ronaldo (27.), Nuno Valente (79.) | Portugal | Aufstellung Angola gegen Portugal |
| Angola                                                        | - für Angola ist es das erste Spiel bei einer WM-Endrunde | | Portugal | Aufstellung Angola gegen Portugal |
| Angola                                                        | Spieler des Spiels: Luís Figo (Portugal) | | Portugal | Aufstellung Angola gegen Portugal |
| Sonntag, 11. Juni 2006 um 21:00 Uhr in Köln (FIFA WM-Stadion) | | |          |                                   |
| Zuschauer: 45.000 (ausverkauft)                               | | |          |                                   |
| Schiedsrichter: Jorge Larrionda ( Uruguay)                    | | |          |                                   |
| Spielbericht                                                  | | |          |                                   |

## Mexiko – Angola 0:0
| Mexiko                                                            | Mexiko | Angola | Angola | Aufstellung                     |
| ----------------------------------------------------------------- | --- | --- | ------ | ------------------------------- |
| Mexiko                                                            | \| Freitag, 16. Juni 2006 um 21:00 Uhr in Hannover (FIFA WM-Stadion) \| \| Zuschauer: 43.000 (ausverkauft) \| \| Schiedsrichter: Shamsul Maidin ( Singapur) \| \| Spielbericht \|                                                                                                   | \| Freitag, 16. Juni 2006 um 21:00 Uhr in Hannover (FIFA WM-Stadion) \| \| Zuschauer: 43.000 (ausverkauft) \| \| Schiedsrichter: Shamsul Maidin ( Singapur) \| \| Spielbericht \|             | Angola | Aufstellung Mexiko gegen Angola |
| Mexiko                                                            | Oswaldo Sánchez – Rafael Márquez , Ricardo Osorio, Carlos Salcido – Mario Méndez, Pável Pardo, Gonzalo Pineda (78. Ramón Morales), Gerardo Torrado – Zinha (52. Jesús Arellano) – Omar Bravo, Guillermo Franco (74. Francisco Fonseca) Cheftrainer: Ricardo La Volpe ( Argentinien) | João Ricardo – Locô, Delgado, Jamba, Kali – André Macanga, Zé Kalanga (83. Miloy), Figueiredo (73. Rui Marques), Mendonça, Mateus (68. Mantorras) – Akwá Cheftrainer: Luís Oliveira Gonçalves | Angola | Aufstellung Mexiko gegen Angola |
| Mexiko                                                            | Pineda (59.) | Delgado (13.), Macanga (44.), Zé Kalanga (50.), João Ricardo (86.) | Angola | Aufstellung Mexiko gegen Angola |
| Mexiko                                                            | Macanga (79., Handspiel) | | Angola | Aufstellung Mexiko gegen Angola |
| Mexiko                                                            | Spieler des Spiels: João Ricardo (Angola) | | Angola | Aufstellung Mexiko gegen Angola |
| Freitag, 16. Juni 2006 um 21:00 Uhr in Hannover (FIFA WM-Stadion) | | |        |                                 |
| Zuschauer: 43.000 (ausverkauft)                                   | | |        |                                 |
| Schiedsrichter: Shamsul Maidin ( Singapur)                        | | |        |                                 |
| Spielbericht                                                      | | |        |                                 |

## Portugal – Iran 2:0 (0:0)
| Portugal                                                                   | Portugal | Iran | Iran | Aufstellung                     |
| -------------------------------------------------------------------------- | --- | --- | ---- | ------------------------------- |
| Portugal                                                                   | \| Samstag, 17. Juni 2006 um 15:00 Uhr in Frankfurt am Main (FIFA WM-Stadion) \| \| Zuschauer: 48.000 (ausverkauft) \| \| Schiedsrichter: Éric Poulat ( Frankreich) \| \| Spielbericht \|                             | \| Samstag, 17. Juni 2006 um 15:00 Uhr in Frankfurt am Main (FIFA WM-Stadion) \| \| Zuschauer: 48.000 (ausverkauft) \| \| Schiedsrichter: Éric Poulat ( Frankreich) \| \| Spielbericht \| | Iran | Aufstellung Portugal gegen Iran |
| Portugal                                                                   | Ricardo – Miguel, Fernando Meira, Ricardo Carvalho, Nuno Valente – Costinha, Maniche (67. Petit) – Luís Figo (88. Simão), Deco (80. Tiago), Cristiano Ronaldo – Pauleta Cheftrainer: Luiz Felipe Scolari ( Brasilien) | Ebrahim Mirzapour – Hossein Kaebi, Rahman Rezaei, Yahya Golmohammadi (88. Sohrab Bakhtiarizadeh), Mohammad Nosrati – Javad Nekounam, Andranik Teymourian – Mehdi Mahdavikia, Ali Karimi (65. Ferydoon Zandi), Mehrzad Madanchi (66. Rasoul Khatibi) – Vahid Hashemian Cheftrainer: Branko Ivanković ( Kroatien) | Iran | Aufstellung Portugal gegen Iran |
| Portugal                                                                   | 1:0 Deco (63.) 2:0 Cristiano Ronaldo (80., Foulelfmeter) | | Iran | Aufstellung Portugal gegen Iran |
| Portugal                                                                   | Pauleta (45.+1'), Deco (48.), Costinha (61.) | Nekounam (20.), Madanchi (32.), Kaebi (73.), Golmohammadi (88.) | Iran | Aufstellung Portugal gegen Iran |
| Portugal                                                                   | Mit dem Sieg qualifizierte sich Portugal zum ersten Mal seit 1966 wieder für eine WM-Finalrunde | | Iran | Aufstellung Portugal gegen Iran |
| Portugal                                                                   | Spieler des Spiels: Deco (Portugal) | | Iran | Aufstellung Portugal gegen Iran |
| Samstag, 17. Juni 2006 um 15:00 Uhr in Frankfurt am Main (FIFA WM-Stadion) | | |      |                                 |
| Zuschauer: 48.000 (ausverkauft)                                            | | |      |                                 |
| Schiedsrichter: Éric Poulat ( Frankreich)                                  | | |      |                                 |
| Spielbericht                                                               | | |      |                                 |

Besonderheiten:
- Vor dem Spiel gab es auf dem Frankfurter Opernplatz eine Demonstration gegen die Politik des Iran mit ca. 500 Teilnehmern.

## Portugal – Mexiko 2:1 (2:1)
| Portugal                                                                | Portugal | Mexiko | Mexiko | Aufstellung                       |
| ----------------------------------------------------------------------- | --- | --- | ------ | --------------------------------- |
| Portugal                                                                | \| Mittwoch, 21. Juni 2006 um 16:00 Uhr in Gelsenkirchen (FIFA WM-Stadion) \| \| Zuschauer: 52.000 (ausverkauft) \| \| Schiedsrichter: Ľuboš Micheľ ( Slowakei) \| \| Spielbericht \|                                            | \| Mittwoch, 21. Juni 2006 um 16:00 Uhr in Gelsenkirchen (FIFA WM-Stadion) \| \| Zuschauer: 52.000 (ausverkauft) \| \| Schiedsrichter: Ľuboš Micheľ ( Slowakei) \| \| Spielbericht \|                                                                                             | Mexiko | Aufstellung Portugal gegen Mexiko |
| Portugal                                                                | Ricardo – Miguel (61. Paulo Ferreira), Fernando Meira, Ricardo Carvalho, Marco Caneira – Petit, Maniche, Tiago, Luís Figo (80. Boa Morte) – Simão, Hélder Postiga (69. Nuno Gomes) Cheftrainer: Luiz Felipe Scolari ( Brasilien) | Oswaldo Sánchez – Rafael Márquez , Ricardo Osorio, Carlos Salcido, Mario Méndez (80. Guillermo Franco) – Pável Pardo, Gonzalo Pineda (69. José Antonio Castro), Luis Ernesto Pérez, Maza (46. Zinha) – Omar Bravo, Francisco Fonseca Cheftrainer: Ricardo La Volpe ( Argentinien) | Mexiko | Aufstellung Portugal gegen Mexiko |
| Portugal                                                                | 1:0 Maniche (6.) 2:0 Simão (24., Handelfmeter) | 2:1 Fonseca (29.) | Mexiko | Aufstellung Portugal gegen Mexiko |
| Portugal                                                                | Miguel (26.), Maniche (69.), Boa Morte (88.), Nuno Gomes (90.+1') | Rodríguez (22.), Pérez (27.), Márquez (65.), Zinha (87.) | Mexiko | Aufstellung Portugal gegen Mexiko |
| Portugal                                                                | Pérez (61., unsportliches Verhalten) | | Mexiko | Aufstellung Portugal gegen Mexiko |
| Portugal                                                                | Omar Bravo schießt Handelfmeter über das Tor (58.) | | Mexiko | Aufstellung Portugal gegen Mexiko |
| Portugal                                                                | Spieler des Spiels: Francisco Fonseca (Mexiko) | | Mexiko | Aufstellung Portugal gegen Mexiko |
| Mittwoch, 21. Juni 2006 um 16:00 Uhr in Gelsenkirchen (FIFA WM-Stadion) | | |        |                                   |
| Zuschauer: 52.000 (ausverkauft)                                         | | |        |                                   |
| Schiedsrichter: Ľuboš Micheľ ( Slowakei)                                | | |        |                                   |
| Spielbericht                                                            | | |        |                                   |

## Iran – Angola 1:1 (0:0)
| Iran                                                             | Iran | Angola | Angola | Aufstellung                   |
| ---------------------------------------------------------------- | --- | --- | ------ | ----------------------------- |
| Iran                                                             | \| Mittwoch, 21. Juni 2006 um 16:00 Uhr in Leipzig (Zentralstadion) \| \| Zuschauer: 38.000 \| \| Schiedsrichter: Mark Shield ( Australien) \| \| Spielbericht \| | \| Mittwoch, 21. Juni 2006 um 16:00 Uhr in Leipzig (Zentralstadion) \| \| Zuschauer: 38.000 \| \| Schiedsrichter: Mark Shield ( Australien) \| \| Spielbericht \|                 | Angola | Aufstellung Iran gegen Angola |
| Iran                                                             | Ebrahim Mirzapour – Hossein Kaebi (67. Arash Borhani), Rahman Rezaei, Sohrab Bakhtiarizadeh, Mohammad Nosrati (13. Masoud Shojaei) – Mehdi Mahdavikia, Andranik Teymourian, Ferydoon Zandi, Mehrzad Madanchi – Ali Daei – Vahid Hashemian (39. Rasoul Khatibi) Cheftrainer: Branko Ivanković ( Kroatien) | João Ricardo – Locô, Jamba, Delgado, Kali – Zé Kalanga, Figueiredo (73. Rui Marques), Miloy, Mendonça, Mateus (23. Love) – Akwá (51. Flávio) Cheftrainer: Luís Oliveira Gonçalves | Angola | Aufstellung Iran gegen Angola |
| Iran                                                             | 1:1 Bakhtiarizadeh (75.) | 0:1 Flávio (60.) | Angola | Aufstellung Iran gegen Angola |
| Iran                                                             | Madanchi (37.), Teymourian (55.), Zandi (90.+1') | Locô (22.), Mendonça (45.+1'), Zé Kalanga (67.) | Angola | Aufstellung Iran gegen Angola |
| Iran                                                             | - Flávio erzielte das erste Tor für Angola bei einer Fußball-Weltmeisterschaft | | Angola | Aufstellung Iran gegen Angola |
| Iran                                                             | Spieler des Spiels: Zé Kalanga (Angola) | | Angola | Aufstellung Iran gegen Angola |
| Mittwoch, 21. Juni 2006 um 16:00 Uhr in Leipzig (Zentralstadion) | | |        |                               |
| Zuschauer: 38.000                                                | | |        |                               |
| Schiedsrichter: Mark Shield ( Australien)                        | | |        |                               |
| Spielbericht                                                     | | |        |                               |